# Hvor?
«Hvor?» —en español: «¿Dónde?»— es una canción compuesta por Arne Bendiksen, publicada en 1964 e interpretada en noruego por Jan Høiland e Inger Jacobsen. Participó en la cuarta edición del Melodi Grand Prix en 1964.

## Festival de Eurovisión

### Melodi Grand Prix 1964
Esta canción participó en el Melodi Grand Prix, celebrado el 15 de febrero ese año. Fue presentado por Odd Gythe. La canción fue interpretada en segundo y séptimo lugar el día del certamen: primero por Høiland con una pequeña banda y luego por Jacobsen con una orquesta, precedidos por Elisabeth Granneman y Arne Bendiksen con «Spiral» y seguidos por Wencke Myhre y Granneman con «God gammel firkantet vals». Finalmente, quedó en cuarto puesto de 10, con 52 puntos.